# Domingo de Trinidad
El Domingo de la Santísima Trinidad es el domingo siguiente tras Pentecostés según la liturgia cristiana occidental. El Domingo de Trinidad se celebra la doctrina cristiana de la Trinidad: el Padre, el Hijo y el Espíritu Santo. El Domingo de Trinidad también representa la reanudación de la parte de la Iglesia del año litúrgico, que continúa hasta el Adviento, cuando los sacerdotes visten ropas verdes; sin embargo el color del Domingo de Trinidad es el blanco.
El Domingo de Trinidad se celebra en todas las iglesias cristianas occidentales: Catolicismo, Anglicanismo, Luteranismo y Metodismo.
En las iglesias orientales, el Pentecostés se considera la festividad de la Trinidad.
- Datos: Q541946
- Multimedia: Holy Trinity / Q541946